# Bendiljati Kulon
Bendiljati Kulon is een bestuurslaag in het regentschap Tulungagung van de provincie Oost-Java, Indonesië. Bendiljati Kulon telt 3158 inwoners (volkstelling 2010).